# Seznam angleških arheologov
Seznam angleških arheologov.

## A
- Mick Aston
- Richard Atkinson

## B
- Churchill Babington
- Richard Barnett
- Gertrude Bell

## C
- Howard Carter
- Vere Gordon Childe
- Grahame Clark
- David Clarke
- Barry Cunliffe

## D
- Glyn Daniel

## F
- Neil Faulkner (1958)
- Cyril Fox
- Kate Fox

## G
- Dorothy Garrod
- William Greenwell

## K
- Kathleen Kenyon

## L
- Louis Leakey
- John Lubbock

## M
- John Robert Mortimer

## P
- Augustus Pugin

## R
- Colin Renfrew

## T
- Jocelyn Toynbee

## W
- Mortimer Wheeler
- Leonard Wooley